# Хамза бей
Хамза бей или Хамза бег (на турски: Hamza Bey) е османски пълководец от XV век. Хамза бей е важен военен командир при султаните Мурад II (1421-1444, 1446-1451) и Мехмед II (1444-1446, 1451-1481). 

## Биография
Хамза бей се появява за пръв път в изворите в 1421 година, когато брат му Баязид паша се опитва неуспешно да попречи на Мустафа Челеби да превземе Одрин. Войската на Хамза и Баязид дезертира при Мустафа и Баязид е екзекутиран. Животът на Хамза е пощаден по молба на Джунейд Айдънски, който го съжалява поради младостта му. Когато Хамза е назначен за бейлербей на Анатолия в 1424 година, той разбива Джунейд, завладява земите му и го екзекутира с цялото му семейство.
В 1430 година Хамза бей командва османския флот при султан Мурад II при успешната Обсада на Солун.
В 1453 година Хамза бей става капудан паша - командващ османския флот, при обсадата на Константинопол, замествайки Сюлейман Балтаоглу, след като три генуезки галери и един византийски кораб пробиват османската блокада на града. При последния щурм, за да се попречи на защитниците да подсилят ключовите северна и западна част на стената, на Хамза е наредено да направи заблюждаващи атаки срещу морските стени на града на юг към Мраморно море и срещу преградата на Златния рог на изток. В деня на щурма 29 май силите на Хамза не успяват за овладеят византийските укрепления, но градът пада.
Хамза бей остава капудан паша до 1456 година. След падането на Константинопол, османският флот има за задача да овладее Егейските острови. Имброс, Лемнос и Тасос падат, но останалите остават в християнски ръце, подкрепяни от хоспиталиерите.
В 1460 година като бей на Никопол Хамза води посолство във Влашко. По пътя попада в засада на Влад Цепеш, който набива всички на кол, като на Хамза е даден най-високият поради ранга му.
Тялото на Хамза е отнесено в Бурса, където е погребано в специален мавзолей – Хамза бей тюрбе, до който е изградена Хамза бей джамия.
Хамза бей има феодални владения в Тракия и построява завие в Одрин, което става център на халветийския дервишки орден, пристигнал в Европа при султан Баязид II (1481-1512).
Дъщерята на Хамза бей изгражда в 1467 година Хамза бей джамия в Солун. Възможно е с Хамза бей да е свързана и Хамза бей джамия в Битоля.